# 奥利尚卡农村居民点 (伏尔加格勒州)
奥利尚卡农村居民点（俄语：Ольшанское сельское поселение）是俄罗斯联邦伏尔加格勒州乌留平斯克区所属的一个农村居民点。其下辖有2个居民点，行政中心为奥利尚卡。据2016年统计，该农村居民点的人口为2649人。